# 독일의 성명권
성명권(독일어: Namenrecht)은 독일에서 이름권(독일어: Vornamensrecht) 이라고도 정의되며 이름부여(독일어: Namensgebung)와 이름사용(독일어: Namensgebrauch)에 관한 권리를 말하고 있다. 독일의 성명권은 더 세밀하게 성씨권과 이름권으로 나뉠 수 있다. 성씨는 성씨법(성씨권, 독일어: Familiennamensrecht)에 의해 엄격하게 성문법으로 규율하고 있다. 이름은 아직까지는 정확한 법으로 규정되지 않고 있으며, 관습법에 의해서 발전되어 왔다. 따라서 이름법에 관한 성문법은 없다. 그러나 이름권을 규율하는 법을 일반적으로 이름법이라고 할 수 있다.

## 독일 성명권의 법원과 이름의 기능
독일 성명권의 법원(法源)과 이름의 기능은 다음과 같다.

### 인격권으로 정립
1800년대 초부터 이름부여를 수많은 인격권의 권리중 하나로 받아들이면서 독일 학설과 문헌에서는 권리로 인정되기 시작했다. 최초로 성명권을 독일 문헌에서 하나의 권리로 정의한 학자는 Tilemann Dothias Wiarda(Arndt, a.a.O., S. 39)이다. 독일에서는 오랫동안 이름이 성씨보다 더 중요한 역할을 해 왔다. 가족의 소속, 개인의 개별화, 그리고 동일성을 나타내는 표식으로 이름이 중요한 역할을 했다. 그러나 현재는 성씨가 이름의 역할을 대체하고 있으며, 성씨가 이름으로 사용되는 것을 법적으로 제한하고 있다.

### 국가 공권력의 통제
성명권은 국가의 통제수단으로 사용되기 시작하면서 공법적 요소와 사법적 권리를 동시에 인정하게 되었다. 유럽 사회의 사람들이 도시를 형성하면서 국가의 통제가 필요하게 됨으로써 통제를 위한 정확한 인명부의 필요성이 대두되었다. 따라서 성씨와 이름의 동일성과 개별성은 국가 통제의 강력한 수단으로 떠오르게 되었다.
역사적으로 이름을 통제수단으로 사용한 기록은 많이 볼 수 있다. 로마는 인구조사를 통해 개인을 통제하였으며, 로마 뿐만 아니라 세계 각 나라의 귀족들은 고유의 성씨를 만들어 후손에게 물려줌으로써 영지와 재산을 후대에게 물려주는 관행을 이어 왔다.

### 주요 관련 법 조항
1949년 발효된 독일기본법(GG)은 "혼인과 가족은 국가질서의 특별한 보호를 받으며(Art. 6 I GG), 자녀의 부양과 교육은 부모의 자연적인 권리인 동시에 최우선으로 부모에게 주어진 의무이다. 그들의 역할수행을 국가공동체는 감시한다(Art. 6 II GG), 일정한 경우 양육권자의 의사에 반하여 자녀를 가족으로부터 격리할 수 있다(Art. 6 III GG)"라고 규정하고 있다.
독일기본법 제2조 1항(Art. 2 I GG)에서는 ‘다른 사람의 권리나 헌법상 의 질서 또는 윤리(Sittengesetz)를 위반하지 않는 범위 내에서 자유롭게 자신의 인격을 발현할 수 있는 권리’를 규정하고, 모든 사람은 법 앞에 동등함을 선언하고 있다(Art. 3 I GG). 또한 남성과 여성의 동등권을 인 정하였다(Art. 3 II GG), 성차별로 인한 불이익을 없애기 위한 국가의 노 력(Art. 3 III GG) 등을 밝히고 있다.

### 독일민법 제12조
독일제국법원에서는 "이름을 가진 사람과 그의 인격은 분리될 수 없는 것으로 이름의 보호는 결국 그 사람이 인격의 보호 그 자체로 표현된다"라고 성명권의 보호권과 방어권을 인정하고 있다. 이 규정은 오늘날 자연인의 이름을 사용할 권리를 보호하고 있으며, 성명권은 인격권이라 견해에 모두 동의하였다.

### 이름의 기능
이름의 기능은 크게 동일화, 개별화,  질서 유지, 성의 징표, 자기 정체성 확인 등이 있다. "동일화 또는 개별화"란 가정 안에서 독자적인 개인으로서 다른 친인척들과 구별하고, 같은 성씨를 가진 사람들과 가정 밖에서 구별하는 것을 말한다.  질서 기능은 사람의 이름을 공적 장부에 등록함으로써 사회이익의 보호와 개인의 생활을 보장한다. 독일에서의 이름은 사람의 저연성(自然性)과 성(性)을 나태낼 수 있느냐를 기준으로 허용여부가 결정된다. 따라서 이름을 통해 성(性)의 구별이 가능하다. 마지막으로 이름은 이름 소유자의 자기정체성 확인을 돕는 역할을 수행하고 있다.

## 이름부여의 기준과 제한

### 자녀의 복리
독일의 이름부여에서 가장 우선시 되는 것은 자녀의 복리(Kindeswohl)다. 자녀의 복리란 아이나 청소년의 안녕과 건강한 성장을 의미하는 가족법상의 개념이다. 조롱거리나 될 가능성이 있는 수치스러운 이름, 정확한 발음이 어려운 이름, 생활환경에서 희귀하여 설명이 필요한 이름, 부정적 의미나 이념을 연상시키는 이름, 성(性)의 분별이 어려운 이름, 아이의 정상적 성장을 방해하는 이름은 이러한 원칙에 위배된다고 볼 수 있다. 부모가 자녀의 복리에 위반되는 이름을 부여할 경우 독일민법 제1666조 규정에 따라 국가기관인 가족관계등록의 행정공무원이 그 이름의 등재를 거부할 수 있다.

### 친권
친권(Personensor- gerecht)은 부모의 권리로서 아이를 위해 행사하는 권리이다. 이에 이름을 부여하는 성명권도 포함된다. 독일기본법 제6조 제2항과 제2조 제1항에서 부모의 권리를 규정하고 있다. 부모는 의무적으로 아이에게 자녀의 복리가 침해되지 않는 이름을 부여할 책임이 있으며, 아이의 이름을 다른 사람의 권리나 헌법상 의 질서 또는 윤리(Sittengesetz)를 위반하지 않는 범위 내에서 자유롭게 정할 수 있다.

### 풍습과 질서
풍습과 질서(Sitte und Ordnung)의 경우, 독일의 성명권은 관습법에 의해서 벌전하여 왔다. 독일민법전 초안 때는 이름의 규율은 공법적 요소를 포함하고 있다는 이유와 관습법으로 안전적으로 규율되고 있다는 점에서 이름에 관한 성문법 제정의 필요 없었다. 그러나 시대적 배경과 이름과 관련된 분쟁이 많아지면서 판례를 통한 행정절차나 행정지침은 대외적인 구속력이 떨어진다는 주장과 함께 분쟁의 예측가능성을 위한 이름 부여의 기준과 제한을 법제화하여야 한다는 주장이 제기되고 있다.

## 독일성씨의 정의
인간의 성씨는 개인화의 수단으로 한 사람의 특징과 업적을 나타낸다. 성씨는 법적으로 강요되어 등록된 것으로 특히 가족 구성원의 귀속성과 타인과의 관계에서 개별화하는 일정한 기능을 담당함으로써, 개인 자신의 정체성과 타인과의 구별을 위한 표시의기능을 갖는다. 독일 성명법에서는 성씨에 대한 법적 정의를 규정하고 있지 않다. 그러나 판례에 의하면 성씨는 한 사람을 외부적으로 다른 사람으로터 구별하기 위한 표시식 이라고 밝히고 있다.

### 성명능력
성명능력(Namensfahigkeit)은 권리능력의 한 부분으로 볼 수 있다. 독일에서 권리능력은 출생의 완성으로 이루어지고 사망으로 종료하기 때문에, 살아서 출생한 자녀가 단 하루라도 생존하는 경우에는 그 생존기간 동안은 권리능력이 인정되므로, 성명을 부여받는다. 독일의 성명법상의 원칙으로는 일반적으로 지속성과 일치성을 들고 있다. 성명은 독일기본법 제2조 제1항과 제1조 제1항에 의해서 보호되는 인격권의 구성부분으로 평가된다. 이와 같은 성씨의 지속성의 원칙으로 인하여 인격권으로서의 성명권은 보호된다. 성씨는 인간의 상호관계에서 자신을 드러내는 근본적 필수조건이다. 스스로를 표현하려는 강한 욕구로 인하여 성씨를 변경하는 요인이 되기도 한다.

### 독일민법 제12조
독일민법 제12조에 규정된 성명권(Namensrecht)은 독일에서 가장 먼저법률에 의해 인정된 인격권이다.